# Шпетім Бабай
Шпетім Бабай (алб. Shpëtim Babaj, нар. 9 грудня 1981, Приштина, СФРЮ) — косовський та хорватський футболіст, півзахисник.

## Клубна кар'єра
Народився в Косово, але в ранньому віці переїхав до Хорватії, де отримав місцеве громадянство. Вихованець клубу з цієї країни «Цибалія» та італійського клубу «Гальєзе Кальчо». Дорослу кар'єру розпочав у словенській команді «Олімпія» (Любляна). Пізніше виступав у клубах «Веленє» та «Смартно» (Любляна). У 2004 році повернувся до косовської Суперліги, де грав у складі «Бесіани» та «Дреніци». Пізніше захищав кольори албанських клубів «Беса» (Кавая) та «Ельбасані».
На початку 2008 року підписав 3-річний контракт з луганською «Зорею» (Л). Дебютував за луганську команду 29 лютого 2008 року в нічийному (1:1) матчі 16-го туру вищої ліги чемпіонату України проти київського «Арсеналу». Шпетім вийшов у стартовому складі та відіграв увесь поєдинок. Зіграв у футболці зорі 6 матчів. Проте вже в травні він був виставлений на трансфер. Потім захищав кольори клубу «Шахтар» (Караганда). Дебютував за команду з Караганди 12 липня 2008 року в нічийному (1:1) переможному поєдинку 16-го туру казахської Прем'єр-ліги проти «Енергетика-2» (Екібастуз). Бабай вийшов у стартовому складі, а на 74-ій хвилині його замінив Лаша Носадзе. У футболці казахського клубу зіграв 9 матчів. Влітку 2009 року повернувся до Албанії, де спочатку став гравцем «Грамозі Ерсеке», а потім і «Тирани». На початку липня 2010 року перейшов до ПФК «Севастополя», але не зіграв жодного офіційного матчу, і після тижня перебування в клубі від його послуг вирішили відмовитися.
З 2011 по 2016 роки захищав кольори косовських клубів «Дреніца», «Трепча» та Трепча'89. З 2016 року виступає в «Феріжаї». Наразі в складі цієї команди в косовському чемпіонаті зіграв 10 матчів та відзначився 1 голом.